# Gonospermum
Gonospermum, rod glavočika, dio Anthemidinae. Postoji nekoliko vrsta, sve su endemi s Kanarskih otoka.

## Vrste
1. Gonospermum canariense (DC.) Less.
2. Gonospermum ferulaceum (Webb) Febles
3. Gonospermum fruticosum Less.
4. Gonospermum gomerae Bolle
5. Gonospermum oshanahanii (Marrero Rodr., Febles & C.Suárez) Febles
6. Gonospermum ptarmiciflorum (Webb) Febles
7. Gonospermum revolutum (Buch) Sch.Bip.